# اوکسانا دمیتریوا
اوکسانا دمیتریوا (انگلیسی: Oksana Dmitriieva؛ زادهٔ ۲۲ اوت ۱۹۷۷) کارگردان نمایش اهل اتحاد جماهیر شوروی سوسیالیستی است.